# Europa-Parlamentsvalget 1984 i Danmark
Europa-Parlamentsvalget 1984 i Danmark blev afholdt 14. juni 1984. Det var det andet direkte valg til Europa-Parlamentet, og Danmark skulle vælge 16 ud af i alt 434 mandater i parlamentet. I første omgang valgtes 15 europa-parlamentsmedlemmer i Danmark og 1 medlem i Grønland. Med grønlandstraktaten af 1984 udtrådte Grønland af EF, og det grønlandske mandat overgik til Danmark 1. januar 1985. Ved valget udgjorde Danmark et samlet valgområde.
Der opstillede 10 kandidatlister til valget: De 9 partier som var blevet valgt til Folketinget ved folketingsvalget 10. januar 1984, og Folkebevægelsen mod EF som var blevet valgt til Europa-Parlamentet ved Europa-Parlamentsvalget i 1979. Der var ved valget 3 valgforbund:
- Det Konservative Folkeparti og Venstre
- Socialistisk Folkeparti, Folkebevægelsen mod EF og Venstresocialisterne
- Centrum-Demokraterne og Kristeligt Folkeparti

Valgdeltagelsen lå på 52,4 procent.

## Valgresultat
| Parti                       | Stemmer   | %    | Kandidater | Mandater | Ændring fra 1979 |
| --------------------------- | --------- | ---- | ---------- | -------- | ---------------- |
| Socialdemokratiet           | 387.098   | 19,5 | 20         | 3        | 0                |
| Det Radikale Venstre        | 62.560    | 3,1  | 20         | 0        | 0                |
| Det Konservative Folkeparti | 414.177   | 20,8 | 20         | 4        | +2               |
| Socialistisk Folkeparti     | 183.580   | 9,2  | 20         | 1        | 0                |
| Centrum-Demokraterne        | 131.984   | 6,6  | 10         | 1        | 0                |
| Folkebevægelsen mod EF      | 413.808   | 20,8 | 20         | 4        | 0                |
| Kristeligt Folkeparti       | 54.624    | 2,7  | 20         | 0        | 0                |
| Venstre                     | 248.397   | 12,5 | 18         | 2        | -1               |
| Venstresocialisterne        | 25.305    | 1,3  | 20         | 0        | 0                |
| Fremskridtspartiet          | 68.747    | 3,5  | 20         | 0        | -1               |
| Blanke stemmer              | 18.783    |      |            |          |                  |
| Øvrige ugyldige stemmer     | 4.296     |      |            |          |                  |
| I alt                       | 2.013.359 |      | 188        | 15       | 0                |

## De valgte europa-parlamentsmedlemmer
De valgte var:
- Socialdemokratiet:
  1. Eva Gredal
  2. Ove Fich
  3. Ejner Hovgaard Christiansen
- Det Konservative Folkeparti:
  1. Poul Møller
  2. Claus Toksvig
  3. Jeanette Oppenheim
  4. Marie Jepsen
- Socialistisk Folkeparti:
  1. Bodil Boserup
- Centrum-Demokraterne:
  1. Erhard Jakobsen
- Folkebevægelsen mod EF:
  1. Else Hammerich
  2. Ib Christensen
  3. Jørgen Bøgh
  4. Jens-Peter Bonde
- Venstre:
  1. Tove Nielsen
  2. Jørgen Brøndlund Nielsen

Det 16. mandat som indtrådte i parlamentet 1. januar 1985 tilfaldt John Iversen fra Socialistisk Folkeparti.

### Ændringer i valgperioden
| Fratrådt        | Tiltrådt            | Dato               | Bemærkninger                                                         |
| --------------- | ------------------- | ------------------ | -------------------------------------------------------------------- |
| Finn Lynge      | John Iversen        | 1. januar 1985     | Grønland udtræder af EF                                              |
| Poul Møller     | Lars Poulsen        | 13. oktober 1986   |                                                                      |
| Jørgen Bøgh     | Birgit Bjørnvig     | 1. september 1987  |                                                                      |
| Erhard Jakobsen | Peter Duetoft       | 10. september 1987 | Duetoft indtræder mens Jakobsen er minister for økonomisk samordning |
| Peter Duetoft   | Erhard Jakobsen     | 31. oktober 1988   |                                                                      |
| Claus Toksvig   | Frode Kristoffersen | 6. november 1988   | Toksvig døde 4. november 1988                                        |

## Valget i Grønland
Europa-parlementsvalget i Grønland blev også afholdt 14. juli 1984. Der var to kandidater: Konrad Stenholdt fra Atassut og Finn Lynge fra Siumut. Finn Lynge blev genvalgt.
| Parti                   | Stemmer | %    | Kandidater | Mandater | Ændring fra 1979 |
| ----------------------- | ------- | ---- | ---------- | -------- | ---------------- |
| Atassut                 | 4.241   | 36,5 | 1          | 0        | 0                |
| Siumut                  | 7.364   | 63,5 | 1          | 1        | 0                |
| Blanke stemmer          | 228     |      |            |          |                  |
| Øvrige ugyldige stemmer | 519     |      |            |          |                  |
| I alt                   | 12.352  |      | 2          | 1        | 0                |